# You've Still Got a Place in My Heart (chanson)
Singles de George Jones
Tennessee Whiskey
(1983) She's My Rock
(1984)
"You've Still Got a Place in My Heart" est une chanson écrite et enregistrée à l'origine par l'artiste américain de musique country Leon Payne. Elle a été reprise par Con Hunley en 1978, sa version a atteint la 14e position du hit-parade Billboard Hot Country Singles. Une autre reprise par George Jones, sortie en 1984, a atteint la troisième position du même hit-parade.

## Positions dans les hits-parades

### Version de Con Hunley
| Chart (1978)                       | Position |
| ---------------------------------- | -------- |
| U.S. Billboard Hot Country Singles | 14       |
| Canadian RPM Country Tracks        | 20       |

### Version de George Jones
| Chart (1984)                       | Position |
| ---------------------------------- | -------- |
| U.S. Billboard Hot Country Singles | 3        |
| Canadian RPM Country Tracks        | 6        |